# Webb Dator Central
Webb Dator Central (WDC) är ett styrbegrepp inom området fastighetsautomation. Idén kommer ursprungligen från företaget Kabona AB i Borås. En WDC är en kombination av datorundercentral (DUC) och  datorhuvudcentral (DHC) som ofta förekommer i en traditionell uppbyggnad av ett styrsystem för byggnader. 
DUC:n sitter ute hos styrobjekten och all information skickas centralt till DHC:n där operatören kan sköta anläggningen. Genom att låta en industrianpassad webbserver vara navet i styrsystemet, blir anläggningen tillgänglig på ett enkelt sätt i hela fastigheten och kan även nås via Internet. Gränssnittet som genereras i en WDC varierar, men brukar bestå av en mycket enkel Html-kod. Detta för att det inte skall krävas någon avancerad teknik på klientsidan och fungera i alla typer av webbklienter, inklusive små handdatorer och mobiltelefoner.